# Eighth Grade
Eighth Grade är en amerikansk dramakomedifilm från 2018 i regi av Bo Burnham, med Elsie Fisher i huvudrollen. Filmen hade sin första premiärvisning på Sundance Film Festival den 19 januari 2018, för att sedan ha amerikansk biopremiär den 13 juli samma år. Inspelningarna av denna film ägde rum i Suffern, New York under sommaren 2017, med vissa scener inspelade i grannstäderna West Nyack och White Plains (galleriascenerna).

## Handling
Filmens handling kretsar kring den tonåriga mellanstadieeleven Kayla Day, som kämpar med ångest, samtidigt som hon strävar efter att få social acceptans från sina klasskamrater, under deras sista vecka i åttonde klass. Hon publicerar därför olika videobloggar på YouTube, där hon peppar och ger råd till folk (mest andra tonåringar) som också känner sig ensamma och ångestfyllda. Detta ska dock komma att göra Kaylas pappa, Mark Day, väldigt frustrerad, när han i vanliga fall brukar vara så stöttande mot sin dotter.

## Rollista
- Elsie Fisher – Kayla Day
- Josh Hamilton – Mark Day (Kaylas pappa)
- Emily Robinson – Olivia
- Catherine Oliviere – Kennedy Graves
- Jake Ryan – Gabe
- Luke Prael – Aiden Wilson
- Daniel Zolghadri – Riley
- Fred Hechinger – Trevor
- Imani Lewis – Aniyah